# Vladislav Kratnov
Vladislav Albertovich Kratnov (tiếng Nga: Владислав Альбертович Кратнов; sinh ngày 7 tháng 7 năm 1998) là một cầu thủ bóng đá người Nga. Anh thi đấu cho F.K. Spartak Kostroma.

## Sự nghiệp câu lạc bộ
Anh có màn ra mắt tại Giải bóng đá chuyên nghiệp quốc gia Nga cho F.K. Lada-Togliatti ngày 10 tháng 8 năm 2015 trong trận đấu với F.K. Dynamo Kirov.